# 圣索沃尔莱布赖
圣索沃尔莱布赖（法語：Saint-Sauveur-lès-Bray，法語發音：[sɛ̃ sovœʁ lɛ bʁɛ] ⓘ，意为“布赖附近的圣索沃尔”）是法国塞纳-马恩省的一个市镇，属于普罗万区。

## 地理
圣索沃尔莱布赖（48°26'19"N, 3°12'34"E）面积6.52 平方千米，位于法国法蘭西島大區塞纳-马恩省，该省份为法国北部内陆省份，北起瓦兹省，西接埃松省、马恩河谷省、塞纳-圣但尼省和瓦兹河谷省，南至卢瓦雷省，东南接约讷省，东临马恩省和奥布省，东北接埃纳省。
与圣索沃尔莱布赖接壤的市镇（或旧市镇、城区）包括：巴佐什莱布赖、吕斯泰讷、塞纳河畔穆伊、武尔济河畔莱索尔姆、万佩勒。

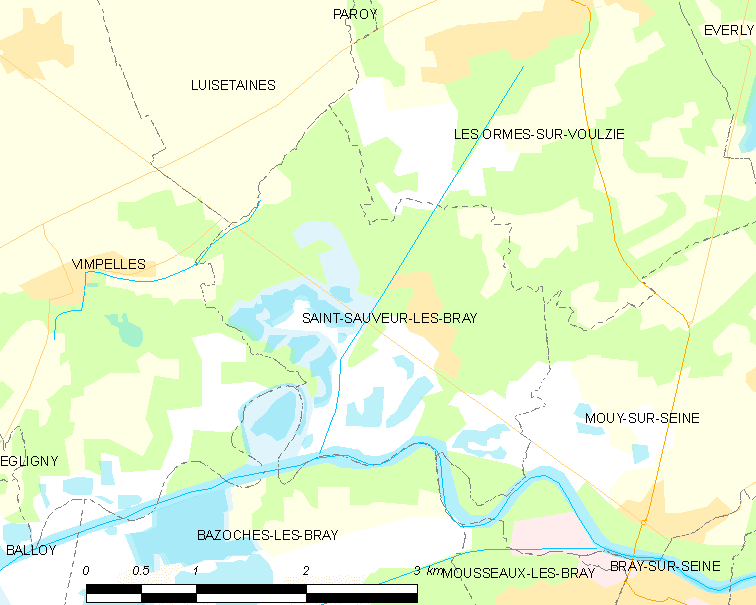
圣索沃尔莱布赖的OSM定位图

圣索沃尔莱布赖的时区为UTC+01:00、UTC+02:00（夏令时）。

## 行政
圣索沃尔莱布赖的邮政编码为77480，INSEE市镇编码为77434。

## 政治
圣索沃尔莱布赖所属的省级选区为普罗万县。

## 人口

1962-2008年间圣索沃尔莱布赖人口变化图示

圣索沃尔莱布赖于2022年1月1日时的人口数量为355人。